# Terra Sabaea
Terra Sabaea é uma vasta região no planeta Marte que se estende por 4700 km sendo seu ponto central situado a 2° N e 42° E. A região cobre os quadrângulos de Arabia, de Syrtis Major, de Sinus Sabaeus e de Iapygia. Esta região foi nomeada em referência a uma formação de albedo identificada há muito tempo pelos astrônomos baseados na Terra. Trata se de planaltos altamente impactados por crateras, sendo de idade geológica antiga datando do período Noachiano, cuja altitude ultrapassa os 4000 m no hemisfério sul nas proximidades de Noachis Terra.
Terra Sabaea é conhecida como uma região de emissões significativas de metano na atmosfera de Marte.